# Platyrrhinus lineatus
El falso vampiro listado (Platyrrhinus lineatus) es una especie de murciélago de Sudamérica. Se lo halla en Argentina, Bolivia, Brasil, Colombia, Perú, Paraguay, Uruguay.

## Importancia sanitaria
Esta especie es considerada como vector biológico de la rabia.

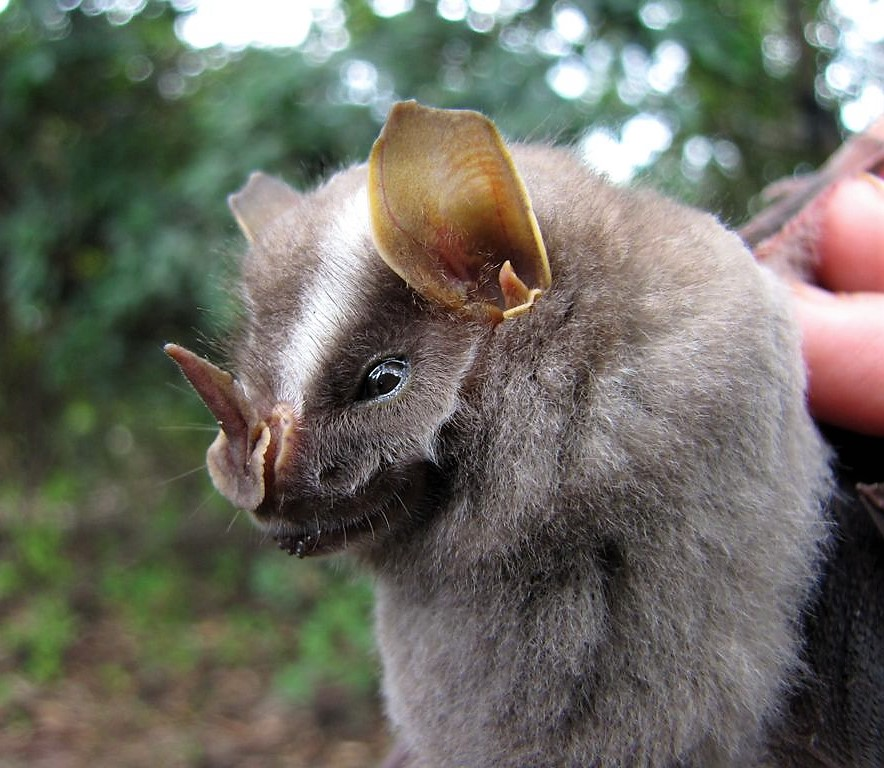
Platyrrhinus lineatus encontrado en el Departamento de Artigas, Uruguay (2009).